# Palcsó Tamás

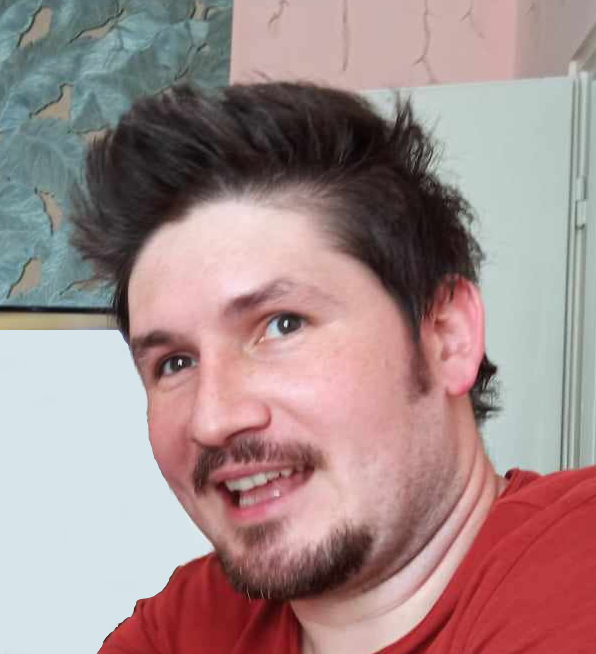
Palcsó Tamás

Palcsó Tamás (Budapest, 1986. május 6. –) magyar énekes, színész.

## Élete
A csepeli Kossuth Lajos Kéttannyelvű Fővárosi Gyakorló Műszaki és Szakiskolában tanult repülőgép-műszerésznek. Első alkalommal édesapja adott a kezébe gitárt. Gitártanára fedezte fel benne énektudását, és csiszolgatta hangját. Az 1970-es évek diszkózenéjét szereti, de kedvenc előadója Elvis Presley és Freddie Mercury. 2004 őszén ismerhette meg őt az egész ország, amikor bekerült a Megasztár tehetségkutató verseny 2. szériájába. 2. helyezett lett. 2005-ben megnyerte a Bravo Otto-díjat. 2006-ban ő lett az év férfi előadója. A Popcorn díjkiosztóján megszavazták az év kedvenc előadójának és a VIVA Cometen jelölt volt az év férfi előadója kategóriában. 2006. február 13-án jelent meg a Megfordult a világ című albuma, majd még ez év nyarán az Álmok közt című lemeze is. Egy ideig Tóth Gabival alkotott egy párt. Szerepet kapott az 56 csepp vér című rockmusical előadásában.
2013-ban részt vett A Dal című televíziós dalverseny első elődöntőjén az Ezt látnod kell című dalával és továbbjutott a közönség SMS szavazatai alapján. A 2013-as trafikpályázaton 5 trafik nyitására nyert engedélyt. Nyilatkozata szerint a zenélés mellett kívánja vinni a cigarettaüzleteit, s azért vágott bele, „mert a mai válságos időkben jobb, ha az ember több lábon áll”.

## Elismerések
- Miniszteri Elismerő Oklevél (2005)[1]

## Albumai
- 2006: Megfordult a világ
- 2008: Visz az út

## Filmjei
- 56 csepp vér (2007)